# Henriette Valium
Henriette Valium, nom de plume de Patrick Henley, né le 4 mai 1959 à Montréal au Canada et mort le 1er septembre 2021,, est un artiste et auteur de bande dessinée canadien.
Artiste pluridisciplinaire, il est le premier grand auteur québécois de bande dessinée alternative. Son style provocateur et hallucinogène l'a gardé à l'écart tant des structures officielles de l'art que de l'industrie de la bande dessinée conventionnelle. Il est surnommé par ses pairs québécois "le pape de la BD underground".
Au printemps 2022, une exposition rétrospective de son travail est organisée à la Maison de la culture Janine-Sutto à Montréal,.

## Biographie
Il naît à Montréal en 1959 et passe toute son enfance à Repentigny, une municipalité de banlieue à l’est de la ville. Bien qu’il ait fait des études en arts au Cégep du Vieux-Montréal, il est avant tout un autodidacte. S’étendant sur plus de quatre décennies, l’œuvre de Valium - tant en arts visuels qu’en bande dessinée - est dispersée dans de nombreuses anthologies, fanzines, publications à compte d’auteur et collaborations diverses. Ces différents supports rendent difficile toute chronologie exhaustive. Henriette Valium est considéré comme étant l’un des auteurs de bande dessinée québécoise de la génération perdue.

### Années 1980
Les premières incursions de Valium dans le monde de la bande dessinée, à l’exception de Vajorbine 14 (1981), autoédité, peuvent être retrouvées dans différentes compilations et fanzines comme  Motel (1986), Tchiize et Rectangle. Il se présente pour la première fois sous le pseudonyme d’Henriette Valium dans les années 1980. Plusieurs des histoires écrites durant cette période se trouvent dans une première version de 1000 Rectums, c’t'un album Valium (1987), une anthologie autoéditée. Valium y introduit ses protagonistes les plus connus, comme son alter ego Pattou, l’énigmatique Monsieur Iceberg et le diabolique Doc Lekron. Les histoires, souvent d’une page, tournent autour de thèmes récurrents comme la maladie, les dépendances, les déviances sexuelles et le déclin social en général. Alors que ses dessins sont fortement marqués par un penchant pour l’esthétique punk, 1000 Rectums n’affiche pas encore l’excès graphique, complexe et violent, qui caractérisera les publications ultérieures de Valium.
En arts visuels, après une brève collaboration avec Normand Hamel sous le nom d’Obu International (Syndrome, 1983) et une exposition à la galerie autogérée Oboro, il commencera à travailler en solo, essentiellement des œuvres sur papier à l’encre et à l’aquarelle. Suivra l’exposition « You’re a Fish » à la défunte galerie Fétish. En 1984, Valium lance le fanzine Iceberg en réponse au magazine québécois BD Titanic, qui l'avait congédié après une livraison de planches "jugées inadéquates". Avec Normand Hamel, Thibaud de Corta et d'autres collaborateurs, Henriette Valium crée une première mouture de cette revue, pour laquelle "les bédéistes avaient décidé que les filles prendraient des pseudonymes de gars et vice-versa. De Cortin devînt donc Violette Bristol et c'est Charlotte Béton (Hamel) qui baptisa Henley du maintenant légendaire pseudonyme Henriette Valium".
En 1987, il fait son incursion dans le domaine musical comme chanteur du groupe « Valium et les dépressifs » (voir son pseudonyme Laure Phelin). Des années 1980 à 1990, Valium va également produire de très nombreuses affiches pour Les Foufounes électriques, bar et salle de spectacles emblématique de Montréal.

### Années 1990
Le début des années 1990 fut une période prolifique qui a mené à la création de Primitive crétin! (1996), une anthologie autoéditée en sérigraphie qui constitue probablement le travail en bande dessinée le plus reconnu de Valium à ce jour. C’est une collection d’histoires démentes et absurdes de surprenants dessins surréalistes. Chacune des pages de Primitive crétin! est un monde en soi dans lequel d’étranges organismes, objets du quotidien déformés et densité urbaine extrême s’entremêlent pour créer une impression générale de désordre. La complexité des dessins combinée à leur ampleur considérable génère un environnement chaotique immersif qui est impossible à décoder du premier coup d’œil, avec des planches visuellement très compacts. Pour arriver à cet effet dans ses bandes dessinées, Valium travaille plusieurs mois sur chacune de ses planches. La conception d’un album complet est un processus long et laborieux qui peut prendre jusqu’à six années de travail. Il collabore avec de nombreux fanzines indépendants en Europe (Le dernier cri de Marseille) et aux États-Unis (Zero Zero de Fantagraphics).
En arts visuels, il commence des expérimentations plus formelles avec le collage. Parmi les plus intéressants de cette période, on trouve les séries La prison anale des frères Rouges (1993) et Curés malades (1995). À travers la représentation de parties de machines et de pornographie, mixés à des portraits de prêtres, ces collages constituent une critique graphique acerbe et lugubre de l’influence historique de l’Église catholique romaine au Québec. Le travail de collage de Valium, avec son incorporation d’imagerie sexuelle explicite allant jusqu’à la bestialité et de photos de presse horrifiantes, l’a empêché de gagner toute reconnaissance publique, incluant l’octroi de bourses gouvernementales.

### Années 2000
La publication de Cœur de Maman (2000) marque le début d’une nouvelle décennie. Cette bande dessinée sérigraphiée et autoéditée est l’étrange histoire d’un cœur de mère monstrueux et surdimensionné qui graphiquement reprend là où Primitive crétin! (1996) se terminait, avec des pages si lourdement illustrées qu’elles en deviennent presque indéchiffrables. La même année, Valium complète Unterluben (Le survivant), une œuvre sur papier monumentale de 104 x 150 cm faite à partir d’une photo de la famille Goebbels, qu’il expose à la galerie Clark, à Montréal, avec Curés malades (1995) et plusieurs autres de ses travaux. Au printemps 2000, il participe à une exposition collective à la galerie La Luz de Jesus à Los Angeles.
Valium continue à expérimenter le collage et intègre Photoshop à ses créations, ce qui l’amène à une série de sérigraphies grand format intitulée Les héritiers du rêve (2002) et à la production des Mutants I (2002) et des Mutants II (2003). À la même période, il complète le recueil de bandes dessinées Princesse brune (2006) et produit la série de collages Djoker (2008), qu’il expose à la galerie Voltigeur à Toulouse. Valium travaille également sur Mutants III (2008), un hommage à Hans Bellmer constitué de collages pornographiques réalisés par ordinateur, ultérieurement édités par Le Dernier Cri sous forme de cartes à jouer.
L’éditeur français L'Association publie une anthologie de ses bandes dessinées : Ab bédex compilato (2007). Le site Internet henriettevalium.com a été mis en ligne en février 2007.
C’est aussi durant cette décennie que l’on voit apparaître dans son œuvre ses premiers tableaux en champlevé, notamment Nana Martel, triptyque d’huile sur carton inspiré de Jérôme Bosh et de l’iconographie du Moyen Âge.

### Années 2010
En mars 2013, une partie des œuvres picturales de Valium sont exposées à l’Espace Robert Poulin, à Montréal. Ce dernier deviendra par la suite son mécène.
Après plus de dix années de travail, The Palace of Champions (2016) est édité chez Conundrumpress et Le Palais dé champions (2019) chez Moelle graphique. Suivront Nitnit et le lambda rose (2019), publié à compte d’auteur,, suivi de sa version anglaise, Nitnit and the Pink Lambda (2019), éditée en Macédoine. Valium s’inspirera de ce dernier ouvrage pour effectuer une série de tableaux en champlevé inspirés des personnages altérés d’Hergé, dont ceux de « Nitnit et Moulin » et de « La Castafolle », ou encore de ceux généralement issus de son univers BD, comme « Berri Rash » (2017). Suivra la série de portraits de chef indiens Fragment lointain (2020) réalisés en cartons découpés aux motifs de swastikas. C’est aussi à cette période que Valium commence à explorer la vidéo en réalisant de courts films générés par ordinateur, accompagnés de musiques faites de collages sonores répétitifs et anxiogènes (voir Laure Phelin).
En 2013, la galerie Robert Poulin, au centre-ville de Montréal, accueille l'exposition Habemus papam, une première exposition dans un cadre institutionnel pour cet artiste québécois. En 2018, l'artiste reçoit le prix Albert-Chartier en hommage à un individu ayant marqué le monde de la bande dessinée francophone au Québec.

## Expositions posthumes et couverture médiatique
- Valium for ever/Valium pour toujours !, Marseille, Expo collective avec éditions et œuvres conçues en hommage à Henriette Valium (dessinateur de BD punk), dans le cadre du Salon Vendetta, Du 11 février au 21 mai 2023. Lieu : Friche la belle de mai
  - Extrait : « A Marseille, l’atelier d’édition le Dernier Cri rend hommage au bédéiste québécois punk et sans concession dans une exposition foisonnante qui rassemble ses planches et reconstitue son atelier-garage.»
  - Sources :
  - https://www.lafriche.org/evenements/valium-for-ever/
  - Marie Klock, « À Marseille, Henriette Valium sans ordonnance », Libération, 23 avril 2023, Compte rendu de l'exposition tenue à l’atelier d’édition Le Dernier Cri, à Marseille [avec reproductions].
- Portfolio de l'artiste dans la revue Les écrits, no 161. Comporte 22 reproductions couleur dans les pages du numéro, une en couverture et le texte « Autoportrait » (p.126-129). Le lancement de la revue a donné lieu à une exposition.
- Henriette Valium sans ordonance. Rétrospective tenue au Centre d’art Diane-Dufresne (Espace culturel de Repentigny), du 7 novembre au 17 décembre. Commissaire : Silvia Gerome.
  - Sources :
  - Jean-Dominic Leduc, « Bande dessinée : Henriette Valium s'expose », Journal de Montréal, 10 décembre 2023.
    - https://www.journaldemontreal.com/2023/12/10/bande-dessinee-henriette-valium-sexpose:

  - Chantal Guy, « La lente redécouverte d'Henriette Valium », La presse, 7 décembre 2023.
    - https://plus.lapresse.ca/screens/b01196a2-577b-4929-a7ff-054666d5a343%7C_0.html

## Distinctions
- 2017 : Prix Pigskin Peters pour The Palace of Champions
- 2018 : Prix Albert-Chartier des prix Bédéis causa (prix hommage pour son apport important au milieu de la bande dessinée québécoise)[15]
- 2019 : Prix expozine (B.D. francophone) pour Nitnit et le mystère du lambda rose[16]

## Publications
- Vajorbine 14,  Éditions de l’Ordure, 1981, 20 p.
- Iceberg, (5 numéros), collectif autoédition, 1983
- [Syndrom], autoédition, 1983, 24 p.
- Motel, (6 numéros), collectif autoédition, 1986
- 1000 Rectums c’tun album Valium, Montréal, autoédition sérigraphiée, 1987, 48 p.
- La Prison anale des frères rouges, Québec, Mille Putois, 1993, 62 p.
- Maladies, France, Éditions Chacal puant, 1994, 76 p.
- The Clinical Visit, France, Éditions Chacal puant, 1995, 32 p.
- Primitive crétin!, Fantagraphics, 1996, 48 p.
- Primitive crétin!, autoédition sérigraphiée, 1996, 48 p.
- La Prison anale des frères rouges, France, Éditions Le Dernier Cri, 1996, 62 p.
- Curés malades Portfolio, France, Éditions Le Dernier Cri, 2000,62 p.
- Cœur de maman, autoédition sérigraphiée, 2000, 48 p.
- Les Héritiers du rêve, autoédition,  2002
- Mutants I, France, Éditions Le Dernier Cri, 2002
- Mutants II, France, Éditions Le Dernier Cri,  2003
- Djoker Portfolio, France, Éditions Le Dernier Cri, 2006
- Mutants III, France, Éditions Le Dernier Cri,  2002, jeu de cartes
- Princesse brune, Robert Poulin, 2006
- Ab bédex compilato, France, L’Association, 2007, 252 p.
- Le Mauvais sort, Québec, Yves Millet, 2008,  32 p.
- Fist Raid Portfolio, France, Éditions Le Dernier Cri, 2011, 12 p.
- стрип на bruno книга, Macedonia, Crna hronika – strip, 2013
- The Palace of Champions, Canada, Conundrumpress, 2016, 72 p.
- Le Palais dé champions, Québec, Moelle graphique, 2019, 72 p.
- Le Mystère du lambda rose, Québec, autoédition, 2019, 38 p.
- Nitnit and the Pink Lambda Mystery, Macedonia, Crna hronika – strip, 2019, 42 p.

## Musique
Sous le pseudonyme de Laure Phelin, Valium réalise des œuvres vidéo aux musiques anxiogènes et au visuel déjanté.
- Laurephelin.bandcamp.com
- Laure Phelin – youtube.com

## Influences majeures
- Hans Bellmer
- Robert Crumb
- George Grosz
- Hergé
- Benito Jacovitti
- Willem